# 大隅海峽
30°49′15″N 130°45′43″E / 30.82088°N 130.76202°E
大隅海峽（日语：／ Ōsumi kaikyō */?）是位於日本九州鹿兒島縣東側大隅半島肝屬郡南大隅町佐多馬籠佐多岬南方的海峽，連結著太平洋與東海。

## 概要
大隅海峽的特定海域大約介於九州本島與大隅群島之間從西南到東北的海域。海峽的中央區域位於硫黄島與口永良部島之間，而東邊區域在大隅半島和種子島之間。
海峽附近重要港口有枕崎漁港（特定第3種漁港）、志布志港（中核國際港灣），及鹿兒島港等。

## 國際海峽
大隅海峽為日本5個國際海峽（特定海域）之一。1977年日本颁行《领海及毗连区法》（領海及び接続水域に関する法律），其第一条将日本领海宽度从过去主张的3海里（5.6）改为12海里（22），但其附则第2项保留了大隅海峡、宗谷海峡、津轻海峡、对马海峡东水道、对马海峡西水道這5个海峡的3海里领海宽度主张。这样的领海主张使大隅海峡中形成國際船舶可自由通過的國際公海。
1996年日本政府再頒布《領海及び接続水域に関する法律》，修訂特定5個海峽的領海，其劃訂的基準由原本海岸基線採為直線基線，目的是形成線形的海上走廊，以兼顧領土防衛及外國船隻的無害通過。有報導指稱日本政府為了讓盟邦美國的軍艦在搭載核武器通過這5個海峽時，不會違反非核三原則，因而故意縮短這些海峽的領海寬度。
按照《联合国海洋法公约》第38条第2款的规定，大隅海峡为“国际海峡”，外国军民船只和飞机通行国际海峡的权利为公约所确认。中国人民解放军海军的船艦有通过大隅海峡的记录。
大隅海峽位於中華人民共和國的上海及寧波的東面，是上海港和洋山深水港前往太平洋的最短航線，因此從中國出發前往美國或其他國家的貿易船隻，經常穿越大隅海峽。2021中俄聯合軍演中，10艘艦艇於10月18日通過津輕海峽，接著自太平洋南下，於10月22日再經由鹿兒島縣大隅半島與種子島之間的大隅海峽進入東海，等於繞行日本一圈。日本防衛省當下表示，大隅海峽和津輕海峽都是「國際水域」，外國船舶的航行皆獲海洋法公約的認可，但該次軍演的聯合穿越是中俄軍艦首次同時通過大隅海峽。